# Ponte da Barca, Vila Nova de Muía e Paço Vedro de Magalhães
Ponte da Barca, Vila Nova de Muía e Paço Vedro de Magalhães (oficialmente: União das Freguesias de Ponte da Barca, Vila Nova de Muía e Paço Vedro de Magalhães) é uma freguesia portuguesa do município de Ponte da Barca, com 8,84 km² de área e 4192 habitantes (censo de 2021). A sua densidade populacional é 474,2 hab./km².

## História
Foi criada aquando da reorganização administrativa de 2012/2013, resultando da agregação das antigas freguesias de Ponte da Barca, Vila Nova de Muía e Paço Vedro de Magalhães.

## Demografia
A população registada nos censos foi:
| Distribuição da População por Grupos Etários | Distribuição da População por Grupos Etários | Distribuição da População por Grupos Etários | Distribuição da População por Grupos Etários | Distribuição da População por Grupos Etários | Distribuição da População por Grupos Etários |
| -------------------------------------------- | -------------------------------------------- | -------------------------------------------- | -------------------------------------------- | -------------------------------------------- | -------------------------------------------- |
| Antes da agregação                           |                                              |                                              |                                              |                                              |                                              |
| Ano                                          | 0-14 anos                                    | 15-24 anos                                   | 25-64 anos                                   | >= 65 anos                                   | Total                                        |
| 2001                                         | 715                                          | 624                                          | 2205                                         | 658                                          | 4202                                         |
| 2011                                         | 647                                          | 476                                          | 2375                                         | 874                                          | 4372                                         |
| Após a agregação                             |                                              |                                              |                                              |                                              |                                              |
| Ano                                          | 0-14 anos                                    | 15-24 anos                                   | 25-64 anos                                   | >= 65 anos                                   | Total                                        |
| 2021                                         | 489                                          | 446                                          | 2131                                         | 1126                                         | 4192                                         |